# Camill Jammal

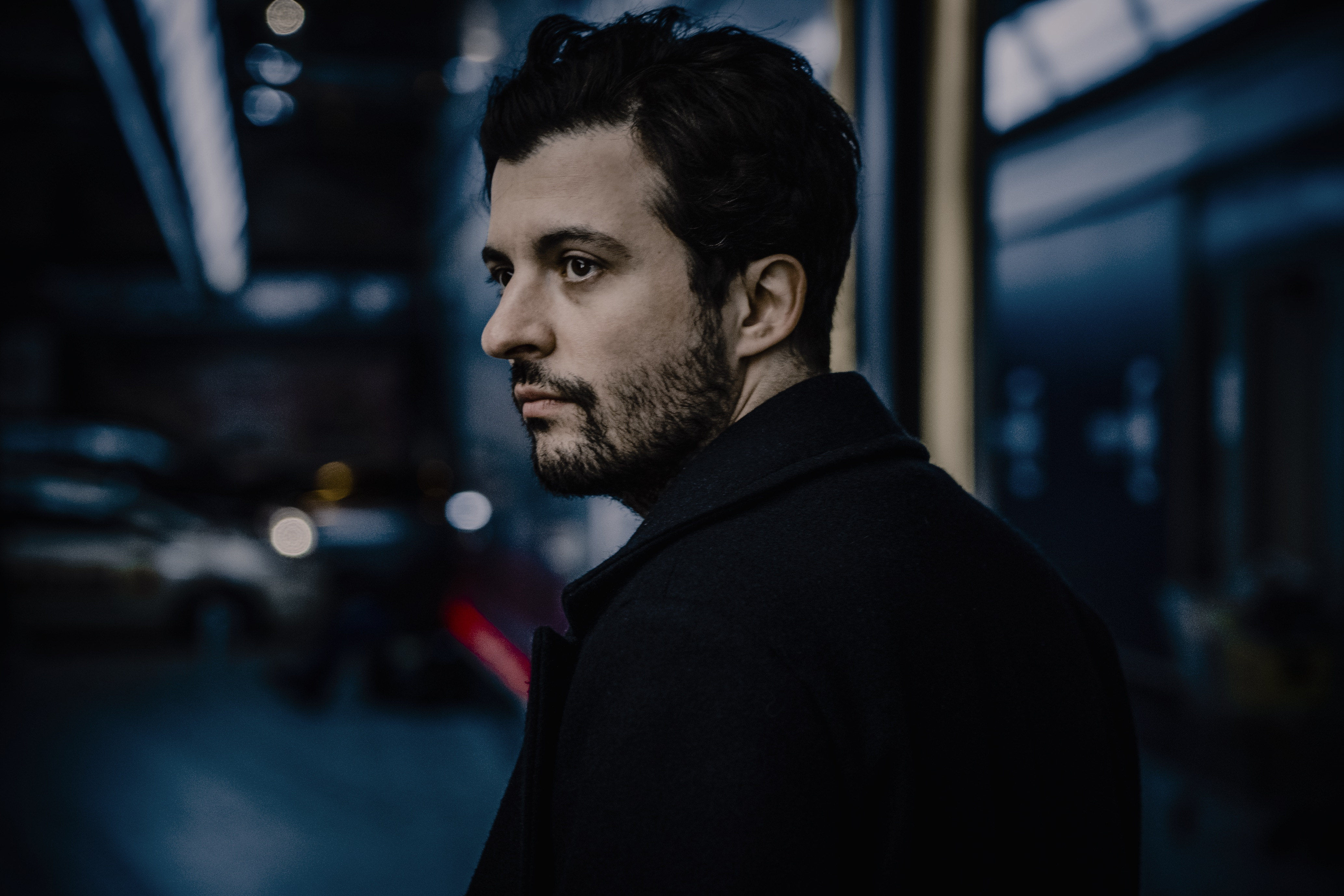
Camill Jammal (2020)

Camill Adam Jammal (* 21. September 1985 in Heidelberg) ist ein deutscher Schauspieler und Musiker.

## Biografie
Jammal wuchs in Heidelberg als Sohn eines Palästinensers und einer Deutschen auf. Mit 16 brach er die Schule ab, um von 2001 bis 2004 in München an der Otto Falckenberg Schule Schauspiel zu studieren.
Er arbeitet als Schauspieler und Musiker und lebt in Berlin, wo sich auch sein Studio befindet.

### Theater
Nach abgeschlossenem Schauspielstudium trat Jammal 2006 sein Erstengagement am Theater Magdeburg an. Es folgten Arbeiten mit Andreas Kriegenburg, Tobias Wellemeyer, Annette Pullen, Sascha Hawemann, Lukas Langhoff u. a. 2008 erhielt er den Nachwuchsförderpreis der Stadt Magdeburg.
In dieser Zeit begann er immer häufiger auch als Theatermusiker in Erscheinung zu treten. 2009 folgte der Wechsel ans Staatstheater Hannover. Es folgten Arbeiten mit Lars-Ole Walburg, Christopher Rüping, Florian Fiedler, Sascha Hawemann, Jan Neumann, Marco Štorman, Hanna Müller, Felicitas Brucker, Tom Kühnel u. a.
Auch in Hannover trat Jammal immer häufiger als Theatermusiker in Erscheinung. 2014 beendete Jammal sein Festengagement und zog nach Hamburg. Es folgten Gastengagements u. a. am Thalia Theater Hamburg und am Deutschen Theater Berlin.
Von November 2015 bis Juli 2019 war Jammal Ensemblemitglied am Deutschen Theater Berlin.
Von 2019 bis 2021 war Jammal Ensemblemitglied am Residenztheater München.

### Film und Fernsehen
2011 folgte Jammals erstes Filmprojekt Juli/August unter der Regie von Marco Štorman, das in Italien gedreht wurde. 2012 gewann der Film auf dem AchtungBerlin Festival den Preis für den besten mittellangen Film. Ende 2014 spielte er unter der Regie von Matthias Tiefenbacher eine Episodenhauptrolle in dem ARD-Krimi Der Tel-Aviv-Krimi – Tod in Berlin. Seit 2021 spielt Jammal an der Seite von Anna Maria Mühe die Hauptrolle des Lübecker Kriminalhauptkommissars Ben Salawi in der ZDF-Krimireihe Solo für Weiss. 2022 spielte er in dem Kinofilm „Rote Sterne überm Feld“ die Rolle „Mischa“.
In der ARD-Serie 37 Sekunden ist Jammal 2023 an der Seite von Emily Cox zu sehen. 2023 drehte er an der Seite von Franziska Machens den von Ralf Husman entwickelten Zweiteiler „Vorübergehend glücklich“ der 2024 in der ARD zu sehen ist. Danach spielte er in dem Kinofilm „Kein Tier so wild“ von Burhan Qurbani mit.

## Theaterarbeiten (Auswahl)
- Werther, Regie Annette Pullen, Rolle Werther
- Die Möwe, Regie Tobias Wellemeyer, Rolle Kostja
- Der Kick, Andres Veiel, Rolle diverse
- Romeo und Julia, Regie Annette Pullen, Rolle Romeo
- Emilia Galotti, Regie Andreas Kriegenburg, Rolle Apiani
- Wolokolamsker Chaussee, Regie Lars-Ole Walburg, Rolle diverse
- Der goldene Drache, Regie Lars-Ole Walburg, Rolle diverse
- Die Nibelungen, Regie Florian Fiedler, Rolle Siegfried
- Don Juan, Regie Tobias Wellemeyer, Rolle Sganarelle
- Hiob, Regie Christopher Rüping, Rolle Menuchin
- Die lächerliche Finsternis, Regie Christopher Rüping; Musik
- 100 Sekunden, Deutsches Theater Berlin, Regie Christopher Rüping
- Die Affaire Rue de Lourcine, Deutsches Theater Berlin, Regie Karin Henkel
- Hiob, Deutsches Theater Berlin, Regie Anne Lenk
- Unterwerfung, Deutsches Theater Berlin, Regie Stephan Kimmig
- Iphigenie auf Tauris, Deutsches Theater Berlin, Regie Ivan Panteleev
- Das Fest, Deutsches Theater Berlin, Regie Anne Lenk
- Rom, Deutsches Theater Berlin, Regie Karin Henkel
- It can’t happen here, Deutsches Theater Berlin, Regie Christopher Rüping
- Alte Meister, Deutsches Theater Berlin, Regie Thom Luz
- In der Sache J. Robert Oppenheimer, Deutsches Theater Berlin, Regie Christopher Rüping

## Filmografie (Auswahl)
- 2011: Juli/August
- 2015: Was wir für möglich halten
- 2016: Der Tel-Aviv-Krimi – Tod in Berlin
- 2019: Letzte Spur Berlin (Fernsehserie)
- 2019: Bettys Diagnose (Fernsehserie)
- 2019: Clairvoyant (Kurzfilm)
- 2020: In aller Freundschaft – Die jungen Ärzte (Fernsehserie, Folge Zufall und Planung)
- 2020: Biohackers (Fernsehserie)
- 2021: Polizeiruf 110: Frau Schrödingers Katze
- 2021: Ruby (Fernsehserie, 6 Folgen)
- seit 2021: Solo für Weiss (Fernsehreihe)
- 2022: SOKO Köln (Fernsehserie, Folge Mordsgeschichten)
- 2022: Autobahn (Fernsehserie)
- 2022: Rote Sterne überm Feld
- 2023: 37 Sekunden (Fernsehserie)
- 2023: Vorübergehend glücklich (Zweiteiler)
- 2024: Familie is nich
- 2025: Kein Tier. So Wild. (No Beast So Fierce)[6]